# Годневщина
Годнёвщина — деревня в Сунском районе Кировской области в составе  Большевистского сельского поселения.

## География
Находится на расстоянии примерно 22 км по прямой на северо-запад от районного центра поселка  Суна.

## История
Известна была с 1678 года как починок Над Суной рекой с 3 дворами,  в 1764 здесь (уже деревня) проживало 89 монастырских крестьян (Успенского Трифонова монастыря) и 7 государственных. В 1873 году здесь (уже Годневщина) учтено было дворов 21 и жителей 139, в 1905 23 и 148, в 1926 27 и 121, в 1950 20 и 90. В 1989 году оставалось 4 постоянных жителя. 

## Население
Постоянное население  составляло 2 человека (русские 100%) в 2002 году, 2 в 2010.